# Gunpey
Gunpey är titel på en samling pusselspel utvecklat av Gunpei Yokois spelfirma Koto. Spelet var det första till Wonderswan. Senare spel i serien finns till Playstation, Nintendo DS och Playstation Portable. Då Gunpei Yokoi under utvecklingsarbetets gång omkom i en trafikolycka i oktober 1997, uppkallades det till hans ära.

### Fotnoter
1. ↑  Ron Duwell (11 juni 2016). ”The WonderSwan Color is the wonderful, failed, Japan-only handheld” (på engelska). Technobuffalo. Arkiverad från originalet den 19 mars 2017. https://web.archive.org/web/20170319112416/https://www.technobuffalo.com/2016/06/11/wonderswan-color-japanese-handheld-game-console/. Läst 18 mars 2017.